# Polski Dzień Darmowego Komiksu
Polski Dzień Darmowego Komiksu – wprowadzona w 2007 roku przez wydawnictwo timof i cisi wspólnicy inicjatywa wzorowana na amerykańskim Free Comic Book Day polegająca na publikowaniu darmowych komiksów. Ma ona na celu uatrakcyjniać ofertę czytelniczą oraz zachęcać potencjalnego nowego czytelnika do sięgnięcia po komiks. Od 2009 roku do inicjatywy PDDK włączyły się także inne wydawnictwa. Ma miejsce dorocznie w czasie trwania MFKiG – darmowe komiksy są zwykle dodawane do regularnych zakupów.

## Wydawnictwa w ramach PDDK
- 2007 – Bears of War – scen. i rys. Michał Śledziński, wyd. timof i cisi wspólnicy[2]
- 2008 – Bez urazy – scen i rys. Carlos Fernandes, wyd. timof i cisi wspólnicy[2]
- 2009

Indiańska Próba – scen. Konrad T. Lewandowski, rys. Szarlota Pawel, wyd. Ongrys
Muchy – scen i rys. różni autorzy, wyd. timof i cisi wspólnicy
Pogaduszki Pana Gruszki – scen. i rys. Piotr Michalak, wyd. Dolna Półka
- 2010 – Samolot – scen. Daniel Gizicki, rys. Marek Lachowicz, wyd. timof i cisi wspólnicy[2]
- 2012 – Sztuka latania – scen. i rys. Bartłomiej Doroszko, wyd. timof i cisi wspólnicy[2]
- 2013 – W krainie psikusów – scen. Dominik Szcześniak, rys. Piotr Nowacki, Sebastian Skrobol[3]
- 2014

Droga na molo w Wigan – scen. i rys. Joe Sacco, wyd. PSK / timof i cisi wspólnicy
Saga o Atlasie i Axisie – scen. i rys. Pau, wyd. PSK / timof i cisi wspólnicy
- 2016 – Morze pomysłów – scen. Grzegorz Janusz, rys. Tomasz Niewiadomski[4]
- 2017 – Polska mistrzem Polski – scen. Rafał Skarżycki, rys. Tomasz Lew Leśniak[3]
- 2018 – Dwa małe wilczki – scen. i rys. Berenika Kołomycka
- 2019

CEMĘTzin – różni autorzy
Lis pospolity – Szczepan Atroszko